# Euscarthmus
Euscarthmus – rodzaj ptaków z podrodziny eleni (Elaeniinae) w rodzinie tyrankowatych (Tyrannidae).

## Zasięg występowania
Rodzaj obejmuje gatunki występujące w Ameryce Południowej.

## Morfologia
Długość ciała 10–11 cm; masa ciała 6–7 g.

## Systematyka

### Etymologia
Euscarthmus: gr. ευσκαρθμος euskarthmos – wysoko skaczący, od ευ eu – dobry; σκαρθμος skarthmos – skaczący, od σκαιρω skairō – tańczyć.

### Podział systematyczny
Do rodzaju należą następujące gatunki:
- Euscarthmus fulviceps P.L. Sclater, 1871 – rdzawik pacyficzny
- Euscarthmus meloryphus zu Wied, 1831 – rdzawik jasnobrzuchy
- Euscarthmus rufomarginatus (von Pelzeln, 1868) – rdzawik białogardły